# Macadam à deux voies
Pour plus de détails, voir Fiche technique et Distribution.
Macadam à deux voies (Two-Lane Blacktop) est un film américain, réalisé par Monte Hellman et sorti en 1971.
Passé inaperçu lors de sa sortie initiale, le film est aujourd'hui culte. Représentant une capsule temporelle de la mythique Route 66, on l'associe souvent à des films de la même période où l'on peut déceler un message existentialiste, tels que Point limite zéro, Easy Rider ou Electra Glide in Blue.

## Synopsis
Deux coureurs automobiles vivent sur la route dans leur Chevrolet 1955, dérivant de ville en ville en défiant les autochtones sur circuit pour gagner leur vie. Nous les suivons roulant sur la Route 66 depuis Needles, en Californie. Ils chargent une auto-stoppeuse à Flagstaff en Arizona, puis rencontrent un autre coureur nomade au volant de sa Pontiac GTO « Orbit Orange » 1970 et le défient à une course vers Washington. Les personnages ne sont pas identifiés, ils ne sont que « The Driver », « The Mechanic », « The GTO » et « The Girl ». En route vers l'Est, ils traversent les petites villes de Californie, Arizona, Nouveau-Mexique, Oklahoma, Arkansas, et du Tennessee.

## Fiche technique
- Titre : Macadam à deux voies
- Titre original : Two-Lane Blacktop
- Réalisation : Monte Hellman
- Scénario : Rudolph Wurlitzer (en) et Will Corry
- Photo : Jack Deerson
- Montage : Monte Hellman
- Musique : Billy James
- Producteur : Michael Laughlin
- Langue : anglais
- Budget : US$850 000
- Pays d'origine : États-Unis
- Genre : road movie
- Durée : 102 minutes
- Dates de sortie :
  - États-Unis : 7 juillet 1971
  - France : 4 janvier 1973

## Distribution
- James Taylor : Le chauffeur
- Warren Oates : G.T.O
- Laurie Bird : La fille
- Dennis Wilson : Le mécanicien
- Rudy Wurlitzer : Chauffeur
- David Drake : Homme de la station

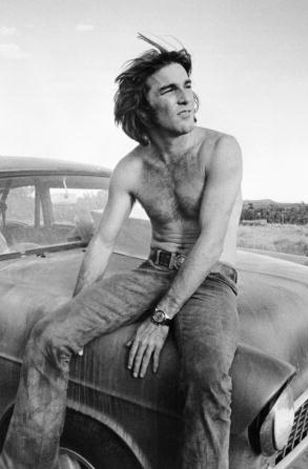
Dennis Wilson.

- Richard Ruth : Homme de la station
- Jaclyn Hellman : Copine du chauffeur
- Bill Keller : Voyageur
- Harry Dean Stanton : Voyageur
- Don Samuels : Policier texan #1
- Charles Moore : Policier texan #2
- Tom Green : Boswell
- W.H. Harrison : Propriétaire
- Alan Vint : Homme du Roadhouse
- Illa Ginnaven : Serveuse du Roadhouse
- George Mitchell : Routier de l'accident
- A.J. Solari : Voyageur du Tennessee
- Katherine Squire : Vieille femme
- Melissa Hellman : Petite fille
- Jay Wheatley : Homme à l'hippodrome
- James Mitchum : Homme à l'hippodrome
- Kreag Caffey : Garçon à la moto
- Tom Witenbarger : Conducteur de pick-up
- Glen Rogers : Soldat[1]